# Georgios Kosmidis
Georgios Kosmidis ( Greek   ; c. 1880
 – 17 de enero de 1970) fue un político griego y fundador de la Unión Nacional de Grecia (EEE) en 1927. Era conocido por su ideología nacionalista y sus esfuerzos por promover los valores griegos y la identidad nacional.

## Primeros años de vida
Georgios Kosmidis nació alrededor del c. 1880
 en Azat, cerca de Kars, Turquía. Su padre, un oficial militar, murió durante la guerra greco-turca (1919-1922). Tras la muerte de su padre, la familia se trasladó a Grecia, donde más tarde se involucró en actividades políticas y finalmente fundó la Unión Nacional de Grecia (EEE) en 1927.

## Carrera política
En 1927, Georgios Kosmidis fundó la Unión Nacional de Grecia (EEE), con el objetivo de crear una plataforma que unificara varias facciones nacionalistas en Grecia. La EEE surgió a raíz de la Catástrofe de Asia Menor.

## Contexto histórico
La carrera política de Kosmidis se desarrolló en un contexto de acontecimientos tumultuosos, incluido el ascenso del comunismo y el fascismo en Europa. El período de entreguerras se caracterizó por un malestar social generalizado, desafíos económicos y movimientos políticos en pugna en Grecia. Kosmidis aprovechó este clima para conseguir apoyo para su agenda nacionalista, argumentando que la unidad del pueblo griego era esencial para la supervivencia nacional. Su retórica se centraba a menudo en la necesidad de combatir la influencia del Partido Comunista, al que consideraba una amenaza directa a la soberanía y la identidad griegas.

## Contribuciones e influencia
A lo largo de su vida política, Kosmidis fue una figura destacada del movimiento nacionalista, abogando por políticas que enfatizaban la autodeterminación griega y la preservación cultural . Intentó construir alianzas con otros grupos nacionalistas y aprovechar el sentimiento público para influir en las políticas gubernamentales. Sus discursos y escritos fueron fundamentales para promover una narrativa de resiliencia y unidad nacionales, alentando a los ciudadanos a abrazar su herencia y rechazar ideologías divisorias. Aunque el EEE no logró un éxito electoral significativo, las contribuciones de Kosmidis al discurso nacionalista en Grecia ayudaron a dar forma al panorama político de los años siguientes.

## Legado
Georgios Kosmidis dejó una influencia duradera en el desarrollo del sentimiento nacionalista en Grecia. Aunque el EEE enfrentó desafíos para obtener un amplio apoyo electoral, su énfasis en el orgullo y la identidad nacionales resonó en muchos griegos, particularmente en tiempos de crisis. Sus ideas continuaron influyendo en posteriores movimientos nacionalistas y partidos políticos griegos, contribuyendo a los debates actuales sobre la identidad nacional y la soberanía. El legado de Kosmidis es un reflejo de las complejidades del nacionalismo griego y las luchas que enfrentó el país a lo largo del siglo XX.